# Bobby Dodd Stadium
Le Bobby Dodd Stadium est un stade de football américain de 55 000 places situé sur le campus de la Georgia Institute of Technology à Atlanta (Géorgie). L'équipe de football américain universitaire de Georgia Tech Yellow Jackets évolue dans cette enceinte inaugurée en 1913 sous le nom de Grant Field. Ce stade est la propriété de la Georgia Institute of Technology.
Le stade porte le nom de Grant Field jusqu'en 1988. Il est rebaptisé Bobby Dodd Stadium en mémoire de Bobby Dodd (1908-1988), entraîneur adjoint à Georgia Tech de 1931 à 1946, entraîneur en chef de 1946 à 1967 puis directeur du programme sportif jusqu'en 1976.
Disposant de 5600 places à son inauguration en 1913, le stade connaît des vagues de travaux portant la capacité à 40 000 places en 1947 puis 55 000 en 2003.
L'affluence record historique de 60316 personnes a été mesurée en 1973 durant un match opposant les Georgia Tech Yellow Jackets aux Bulldogs de l'université de Géorgie. Dans sa configuration actuelle, le stade a accueilli 56680 personnes lors d'un match contre l'université Notre-Dame en 2006.
Ce stade fut occasionnellement utilisé par les Atlanta Falcons lors de leurs premières saisons. Les Falcons partageaient alors l'Atlanta-Fulton County Stadium avec les Atlanta Braves, et calendrier oblige, certaines parties des Falcons durent être délocalisées au Grant Field.
Le stade accueille temporairement la franchise de MLS du Atlanta United FC jusqu'à l'ouverture du Mercedes-Benz Stadium au mois de juillet 2017.

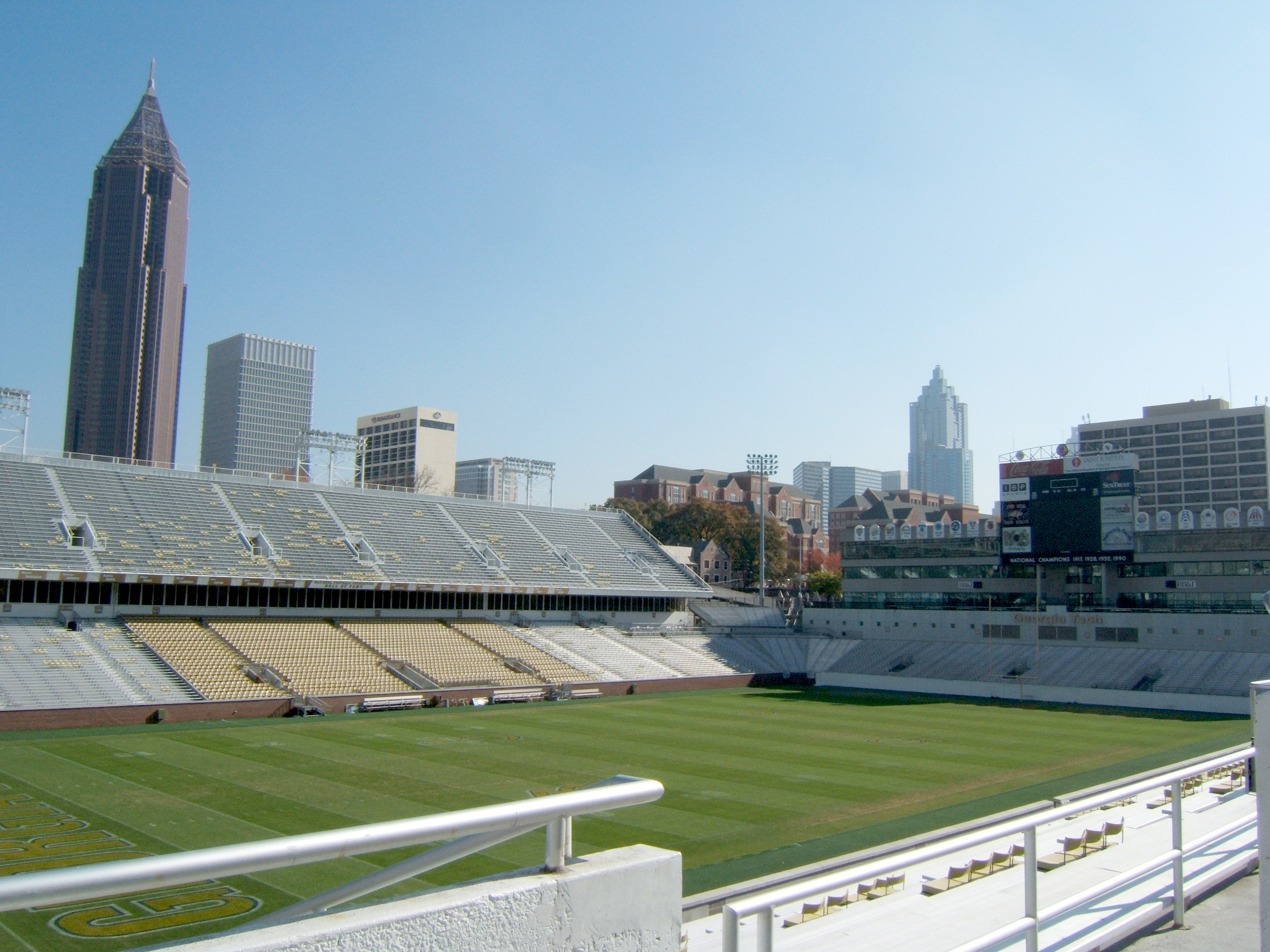
Le Bobby Dodd Stadium en novembre 2007.
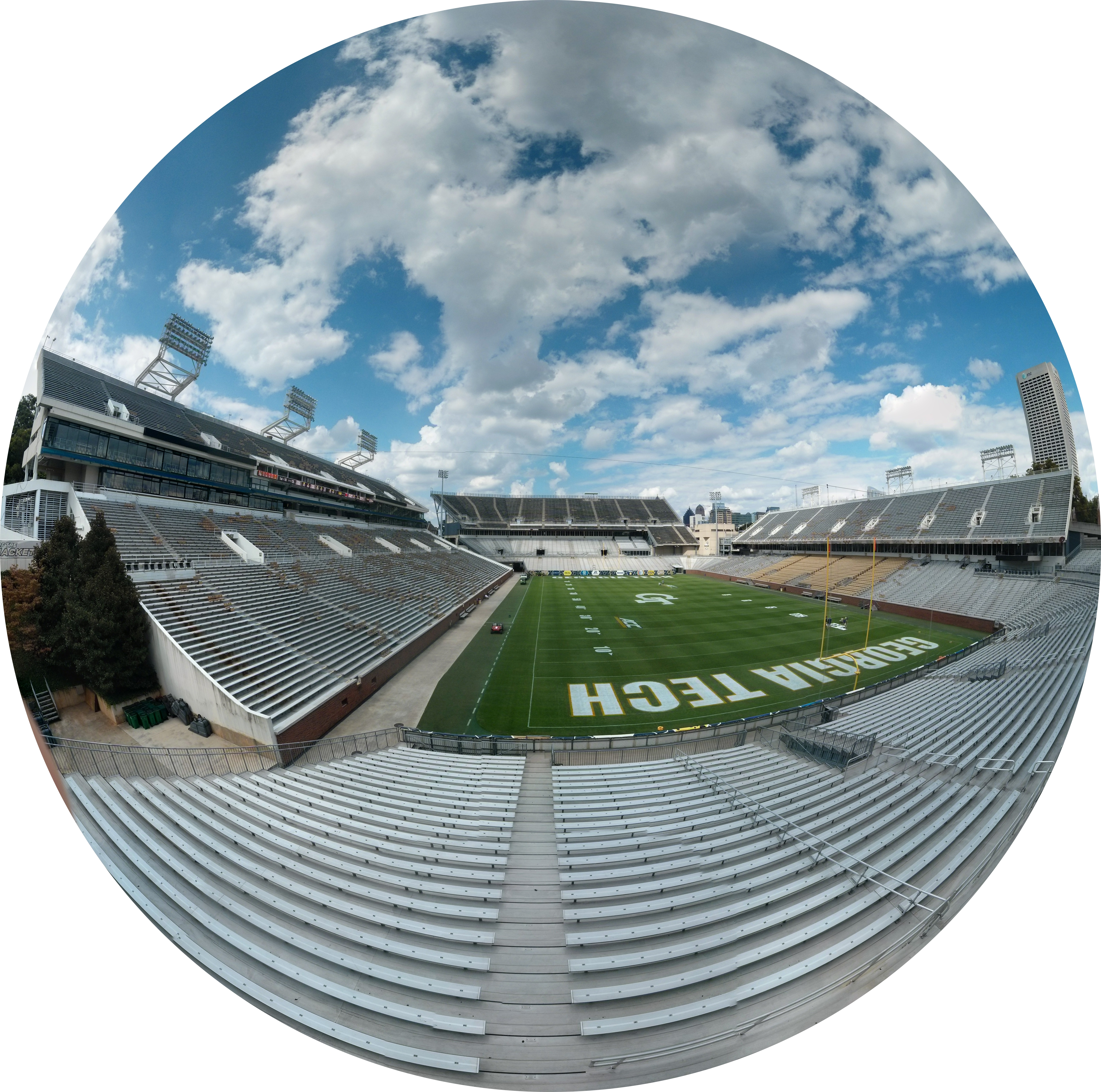
Vue des tribunes Ouest, Nord et Est depuis la terrasse. 2014.
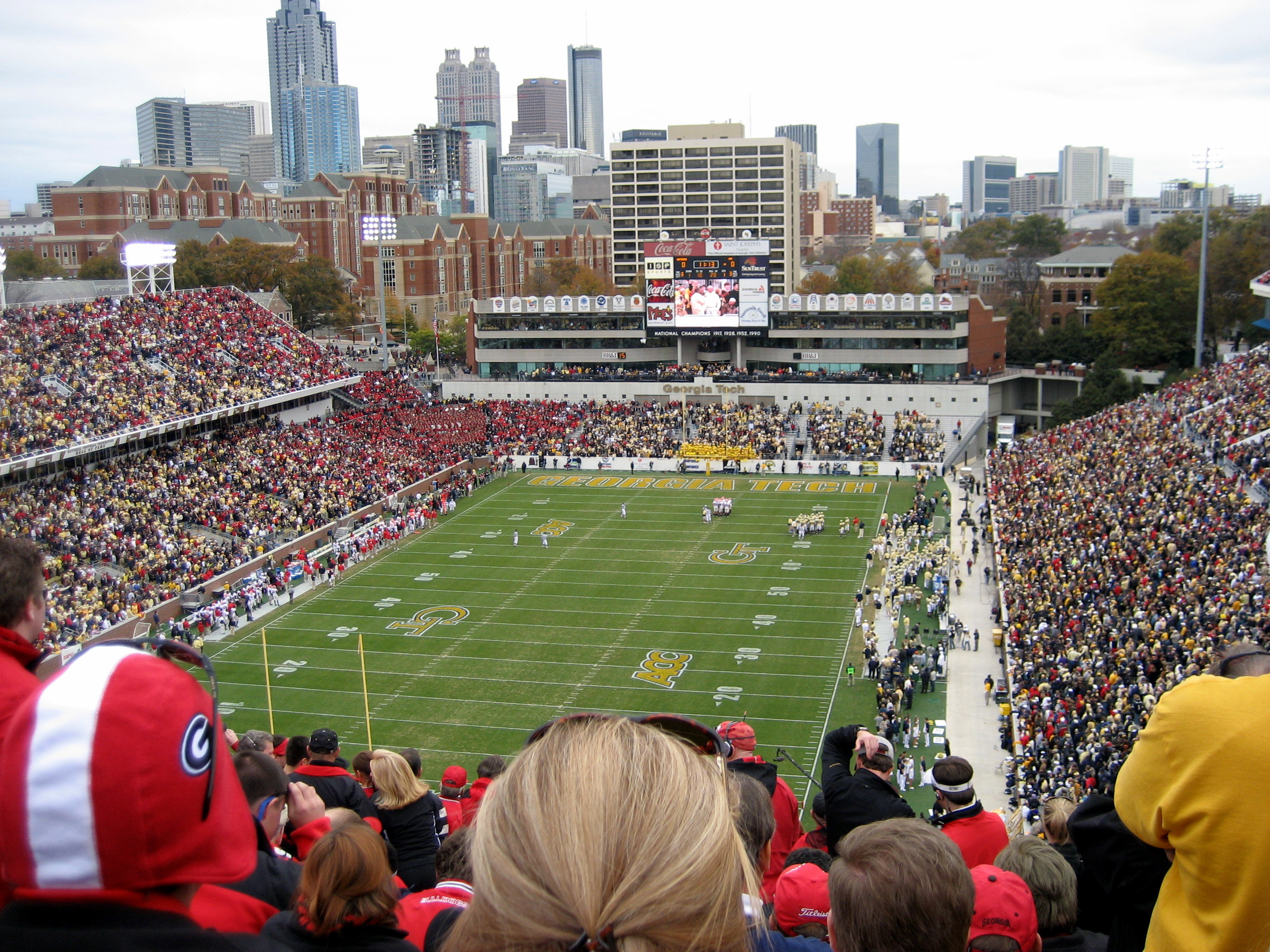
Vue du stade durant un match de football américain. 2007.